# 丸山忠孝
丸山 忠孝（まるやま ただたか、1939年 - ）は日本の神学者。教会史、教理史の専門家。東京基督教大学初代学長、東京都出身。

## 経歴
- 1961年 東京学芸大学卒業、卒業後、東京基督神学校で聴講する。
- 1962年 東京基督神学校より派遣されて、米国、カベナント神学校に派遣される。
- ウェストミンスター神学校卒業
- イェール大学神学部卒業
- プリンストン神学校卒業
- ジュネーブ大学神学部、宗教改革研究所で学ぶ。
- 1973年 ジュネーブ大学神学部で神学博士を授与され、帰国する。
- 1973年9月 東京キリスト教短期大学の教師になる。
- 1974年4月1日 東京基督神学校教授会議長に就任
- 1980年 東京基督神学校の校長に就任する。
- 1986年 東京基督教短期大学学長に就任する。
- 1990年 東京基督教大学開校に伴い、学長に就任。
- 1998年 東京基督教大学学長を退任する。
- 2000年 東京基督教大学教師を退職する。
- 現在米国シアトル在住。